# Горіх ведмежий № 1
Горі́х ведме́жий № 1 — ботанічна пам'ятка природи місцевого значення в Україні. Розташована в місті Заліщики Тернопільської області, на центральній площі, біля універмагу.

## Пам'ятка

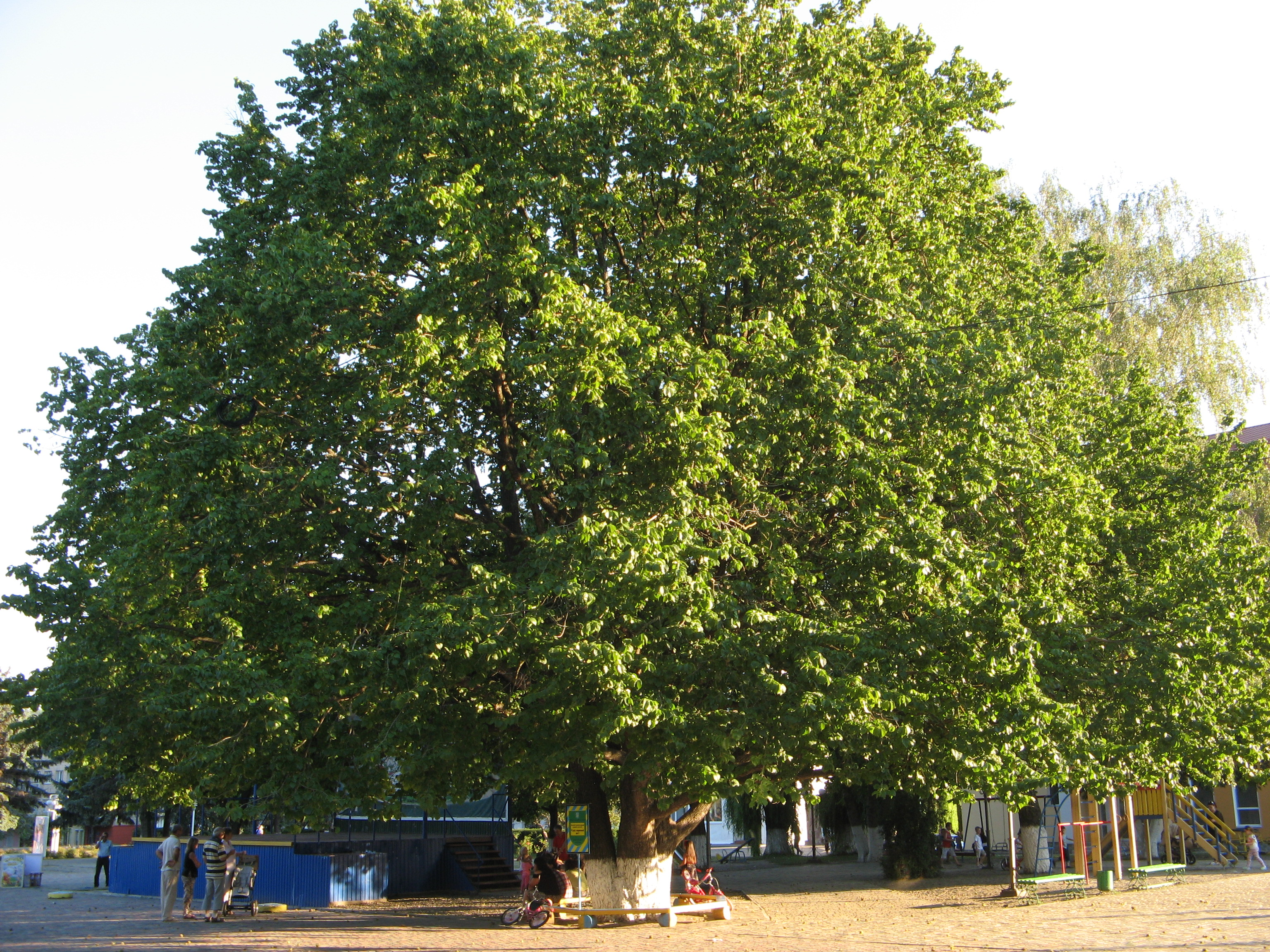

Площа — 0,01 га. Оголошена об'єктом природно-заповідного фонду рішенням виконкому Тернопільської обласної ради № 537 від 23 жовтня 1972 року. Перебуває у віданні Заліщицького житлово-комунального підприємства.

## Характеристика
Під охороною — п'ятистовбурне екзотичне дерево горіха ведмежого (ліщини турецької), віком понад 80 років. Особливо цінне в садово-парковому будівництві.